# Dayuan (köpinghuvudort i Kina, Jiangxi Sheng, lat 28,74, long 117,18)
Dayuan (kinesiska: 大源) är en köpinghuvudort i Kina. Den ligger i provinsen Jiangxi, i den sydöstra delen av landet, omkring 130 kilometer öster om provinshuvudstaden Nanchang. Antalet invånare är 17 379. Befolkningen består av 8 344 kvinnor och 9 035 män. Barn under 15 år utgör 26,0 %, vuxna 15-64 år 66 %, och äldre över 65 år 7,0 %.
Runt Dayuan är det ganska tätbefolkat, med 222 invånare per kvadratkilometer. Närmaste större samhälle är Chenying, 11,8 km väster om Dayuan. I omgivningarna runt Dayuan växer i huvudsak blandskog.
Genomsnittlig årsnederbörd är 2 653 millimeter. Den regnigaste månaden är juni, med i genomsnitt 449 mm nederbörd, och den torraste är oktober, med 41 mm nederbörd.